# Радужный мост (Кедайняй)
Радужный мост (лит. Vaivorykštės tiltas) — пешеходный деревянный арочный мост через реку Нявежис в Кедайняе, Литва. Соединяет центр города с левобережным районом. Выше по течению находится Кедайняйский пешеходный мост, ниже — Южный обходной мост.

## История
Проект моста разработал архитектор Витаутас Кундротас (лит. Vytautas Kundrotas). 
Строительство велось с ноября 2006 по июль 2008 года компаниями UAB «Kėdainių automobilių keliai» и UAB «Kauno tiltai». 
Конструкции арок были изготовлены литовской компанией UAB «JŪRĖS MEDIS». 
В составе проекта была также построена пешеходная дорога длиной 800 м от улицы Йосвайняй (лит. Josvainių g.) до улицы Кауно (лит. Kauno g.). 
Открытие моста состоялось 4 июля 2008 года. Стоимость проекта составила 0,78 млн евро. 
Название моста было выбрано в ходе голосования среди местных жителей.

## Конструкция
Мост однопролётный арочный. Пролётное строение состоит из двух деревянных арок из клееного бруса. Прохожая часть моста, подвешенная к аркам, состоит из продольных и поперечных деревянных брусьев. Опоры моста монолитные железобетонные на свайном основании. Перильное ограждение металлическое бестумбовое. Мост предназначен для движения пешеходов и велосипедистов. Длина моста составляет 75 м, ширина — 3,2 м.